# Icositetraedro deltoidal
El icositetraedro deltoidal o icositetraedro trapezoidal es uno de los sólidos de Catalan. Tiene dos vértices distintos de orden 4 según la forma en que se reúnen las caras que resultan unidas en cada uno; esta característica se repite en el icositetraedro pentagonal y en el hexecontaedro pentagonal.